# Costas Kapitanis
Costas Kapitanis (Famagosta, 21 maggio 1964) è un ex arbitro di calcio cipriota.

## Carriera
Internazionale dal 1996, Costas Kapitanis ha partecipato a diversi tornei internazionali: Nel 1996 ha diretto qualche gara dell'Europeo Under-16 in svizzera, nel 1999 prima disputa gli Europei Under-18 in Svezia poi i Mondiali Under-17 in Nuova Zelanda. Oltre ad arbitrare in questi tornei ha anche diretto diverse gare di Coppa Uefa e, nel dicembre 2008, debutta nella fase a gironi di UEFA Champions League dirigendo Juventus-BATĖ Borisov.
È famoso per aver espulso 4 giocatori ucraini nella gara Polonia U-21 - Ucraina U-21.
Appartiene alla Premier Category UEFA (la seconda fascia di merito degli arbitri europei).
Il 16 dicembre 2009 pone termine, per raggiunti limiti d'età, alla sua carriera internazionale dirigendo la gara valida per i gironi eliminatori della Europa League tra CD Nacional e Austria Vienna.